# Suisse aux Jeux olympiques d'hiver de 1988
Cet article contient des informations sur la participation et les résultats de la Suisse aux Jeux olympiques d'hiver de 1988 à Calgary au Canada. Elle était représentée par 70 athlètes. Ils ont remporté 15 médailles : cinq d'or, cinq d'argent et cinq de bronze, ce qui place la Suisse au 3e rang au tableau des médailles. C'est le record de médailles pour la Suisse aux Jeux d'hiver jusqu'aux Jeux de 2018. Onze médailles ont été remportées en ski alpin, ce qui permet à la Suisse de remporter le classement des médailles dans ce sport.

## Médailles
| Médaille                            | Nom                                                      | Sport            | Compétition                   |
| ----------------------------------- | -------------------------------------------------------- | ---------------- | ----------------------------- |
| Médaille d'or, Jeux olympiques      | Ekkehard Fasser Marcel Fässler Kurt Meier Werner Stocker | Bobsleigh        | Bob à quatre hommes           |
| Médaille d'or, Jeux olympiques      | Hippolyt Kempf                                           | Combiné nordique | Individuel hommes             |
| Médaille d'or, Jeux olympiques      | Vreni Schneider                                          | Ski alpin        | Slalom femmes                 |
| Médaille d'or, Jeux olympiques      | Vreni Schneider                                          | Ski alpin        | Slalom géant femmes           |
| Médaille d'or, Jeux olympiques      | Pirmin Zurbriggen                                        | Ski alpin        | Descente hommes               |
| Médaille d'argent, Jeux olympiques  | Fredy Glanzmann Hippolyt Kempf Andreas Schaad            | Combiné nordique | Relais hommes 3x10 kilomètres |
| Médaille d'argent, Jeux olympiques  | Michela Figini                                           | Ski alpin        | Super-G femmes                |
| Médaille d'argent, Jeux olympiques  | Peter Müller                                             | Ski alpin        | Descente hommes               |
| Médaille d'argent, Jeux olympiques  | Brigitte Örtli                                           | Ski alpin        | Combiné femmes                |
| Médaille d'argent, Jeux olympiques  | Brigitte Örtli                                           | Ski alpin        | Descente femmes               |
| Médaille de bronze, Jeux olympiques | Paul Accola                                              | Ski alpin        | Combiné hommes                |
| Médaille de bronze, Jeux olympiques | Maria Walliser                                           | Ski alpin        | Combiné femmes                |
| Médaille de bronze, Jeux olympiques | Maria Walliser                                           | Ski alpin        | Slalom géant femmes           |
| Médaille de bronze, Jeux olympiques | Pirmin Zurbriggen                                        | Ski alpin        | Slalom géant hommes           |
| Médaille de bronze, Jeux olympiques | Andi Grünenfelder                                        | Ski de fond      | 50 kilomètres hommes          |